# Brook Lee
Brook Lee nacida como Brook Antoinette Mahealani Lee el 8 de enero de 1971 es una modelo estadounidense ganadora del título Miss Universo 1997

## Vida
Su abuelo emigró de Corea a Hawái en la década de 1950. Inmediatamente antes de ganar el Miss USA y Miss Universo, realizó estudios de posgrado en Comunicación en la Universidad de Hawái en Manoa. También asistió a Escuela de Educación de laboratorio por un año, 1987-1988. Lee se graduó de la Escuela Kamehaloona en 1989.

## Miss USA y Miss Universo
Lee fue coronada Miss Hawái USA en su primer intento, luego pasó a participar en Miss USA 1997, transmitido en vivo a partir de Shreveport Luisiana el 5 de febrero de 1997.
A la edad de 26 años, Lee representó a los Estados Unidos en el Miss Universo, transmitido en vivo a partir de Miami Beach, Florida el 16 de mayo de 1997. Una vez más, fue una de las últimas 3 concursantes, y cuando se le preguntó qué haría si pudiera hacer algo escandaloso y no tener que seguir las reglas de un día, ella respondió: "Yo me comería todo en el mundo. Usted no entiende, ¡Me comería todo dos veces", convirtiéndose en Miss Universo.
Lee, instando en el Miss Universo 1998 qué se llevó a cabo en su estado natal de Hawái, en Honolulu, por primera vez, Wendy Fitzwilliam de Trinidad y Tobago fue coronada Miss Universo 1998.

## La vida después de Miss Universo
Después de su reinado como Miss Universo, Lee ha hecho varias apariciones en películas y programas de televisión, y ha acogido a numerosos espectáculos de televisión en Asia y los Estados Unidos. Uno de sus proyectos más recientes es un programa de televisión regional conocido como Pacífico fusión, que se centra en los estilos de vida estadounidenses de origen asiático. Ella ha recibido a los episodios de "Cruceros Gran" en el Travel Channel, que destaca los viajes de cruceros de todo el mundo.